# إميل ريتشاردز
إميل ريتشاردز (بالإنجليزية: Emil Richards)‏ هو فنان إيقاعي أمريكي، ولد في 2 سبتمبر 1932 في هارتفورد في الولايات المتحدة. توفي في 13 ديسمبر 2019.

## وصلات خارجية
- إميل ريتشاردز على موقع IMDb (الإنجليزية)
- إميل ريتشاردز على موقع ميوزك برينز (الإنجليزية)
- إميل ريتشاردز على موقع أول ميوزيك (الإنجليزية)
- إميل ريتشاردز على موقع ديسكوغز (الإنجليزية)